# Семилєткова Ірина Миколаївна
Ірина Миколаївна Семилєткова (1917, місто Ташкент, тепер Узбекистан — ?) — радянська діячка, інженер-хімік, начальник зміни цеху № 5 Чирчицького електрохімічного комбінату імені Сталіна Узбецької РСР. Депутат Верховної ради СРСР 2-го скликання.

## Життєпис
Народилася в родині службовця, бухгалтера управління Держбанку в Ташкенті. З 1925 по 1935 рік навчалася в російській школі імені Жовтневої революції в Ташкенті.
У 1935—1940 роках — студентка хімічного факультету Середньоазіатського державного університету, інженер-хімік.
З 1940 року — завідувач лабораторії парокотельного цеху, з 1941 року — апаратник, начальник зміни хімічного цеху № 5 Чирчицького електрохімічного комбінату імені Сталіна Узбецької РСР.
Подальша доля невідома.